# Pieśni śląskie
Pieśni śląskie je rukopisná sbírka slezských písní, sesbíraná učitelem a folkloristou Józefem Lompou.
V roce 1844 byla sbírka připravena k tisku. Rukopis byl doručen Gustavu Adolfu Sennewaldovi, vydavateli a knihkupci ve Varšavě. V těch dnech to byla známá a respektovaná postava. Lompa dlužil akvizici Sennewaldu Edmundu Bojanowskému - folkloristovi a učenci Gostyńského kasina. Z nevysvětlitelných důvodů se tisk neuskutečnil. Autor slezských písní neobdržel návrat rukopisu a považoval sbírku za nenávratně ztracenou. Až po 139 letech po shromáždění materiálů objevil hlavní část díla prof. dr. B. Zakrzewski z univerzity ve Vratislavi. Dílo bylo uchováno v Dębici.
Hlavní část rukopisu J. Lompy obsahuje asi 875 textů horno a dolno slezských písní. Ostatní Lompa získal díky pomoci Roberta Fiedlera. Většinu písní doprovází melodie, kterou sám sběrač napsal.

## Obsah
Sbírka, kterou našel Zakrzewski, se skládá z následujících písní (podle tematického oddělení):
1. Pieśni obrzędowe: – výroční – rodinné
2. P. powszechne: – balady – p. rodinné – ukolébavky, p. dětské i zábavové – p. sirotčí – p. vlastenecké – p. o námluvách i lásce
3. P. o pijaństwie
4. P. zawodowe: – hornické – o službách pánovi – myslivecké – pastýřské – žoldnářské
5. Krakowiaki – zpěvy

Lompa nezacházel s písněmi selektivně, zahrnul do svého rukopisu všechny texty, které slyšel, dokonce i několikrát v různých verzích.